# أثر جائحة فيروس كورونا على شركة والت ديزني
تأثرت شركة والت ديزني والشَركات التابعة لها بشكل مختلف من جائحة فيروس كورونا 2019–20؛ إذ أن للشركة مكاسب تجارية في التجمعات الاجتماعية (بما في ذلك الحدائق الترفيهية وإصدارات الأفلام في مسارح عرض الأفلام)، والعزلة (بما في ذلك خدمة البث والعلامات التجارية التلفزيونية الأمريكية).

## القيادة والأعمال
في مارس 2020م، أعلن الرئيس التنفيذي لشركة ديزني بوب إيجر أنه لن يأخذ أي راتب خلال الوباء، وفي عام 2019م حصل على 47.5 مليون دولار، وأعلن الرئيس التنفيذي بوب تشابيك أنه سيقتطع من راتبه بنسبة 50%.
أُدرج رئيس عالم والت ديزني، جوش دامارو، في مجلس حاكم ولاية فلوريدا رون ديسانتيس لإعادة فتح الولاية وتنشيط اقتصادها، بينما يعمل نائب رئيس ديزني باركس توماس مازلوم في فرقة العمل على الإنعاش الاقتصادي لمقاطعة أورانج بولاية فلوريدا.
كما انخفضت الأوراق المالية للشركة بنسبة 28% في شهر أبريل عام 2020

## مدن الملاهي
أغلقت حدائق الملاهي الآسيوية، هونغ كونغ ديزني لاند وشانغهاي ديزني لاند، في 25 يناير 2020، مع إغلاق حدائقها الأخرى في 16 مارس 2020. اقترح أنه عند إعادة فتح المنتزهات، ستصبح عمليات فحص درجات الحرارة على الزوار روتينية. بسبب إغلاقها، ألغت مجموعة متنوعة بريطانية Ant & Dec's Saturday Night Takeaway مجموعة تسجيل ختامية في عالم والت ديزني في أورلاندو، فلوريدا، في مارس. يعمل حوالي 75000 عامل في منتجع عالم والت ديزني الترفيهي، ويعد أكبر صاحب عمل في موقع واحد في الولايات المتحدة.
بدءاً من الأسبوع الذي يبدأ في 20 أبريل 2020، وضِعَ أكثر من 100.000 موظف في مدن ديزني والفنادق في إجازة غير مدفوعة إلى أجل غير مسمى، لتوفير 500 مليون دولار للشركة. اتخذت هذه الخطوة بسبب فترة الإغلاق الممتدة لهذه الوجهات، والتي تكسب أكثر من مليار دولار في الربع. رتبت ديزني مع برنامج البطالة في فلوريدا ليتم تسجيل عمالها النقابين في UNITE HERE البالغ عددهم 26000 في الولاية تلقائيًا، مما يمنعهم من الحاجة إلى التقدم بطلب على النظام الذي يقال أنه يفشل بشكل منتظم - على الرغم من انتقاد مزايا الولاية بسبب دفعها فقط 275 دولارًا في الأسبوع لمدة 12 أسبوعًا.
توقع جون هودوليك، محلل يو بي اس، أن حدائق ديزني ستظل مغلقة حتى عام 2021، لكن تهديد COVID-19 في الأماكن العامة سيهدد ازدهارها بعد ذلك حتى يكون هناك لقاح، مع توقع UBS أن حدائق ديزني ستنخفض 92% بحلول نهاية عام 2020، وستكسب 200 مليون دولار فقط في عام 2021 (أقل من المدخول في الأشهر الثلاثة الأولى من عام 2020).

## الرحلات البحرية
في 12 مارس 2020، توقفت Disney Cruise Line عن الإبحار من بورت إيفرجليدز، فلوريدا. علقت جميع السفن في 14 مارس، عندما أمرت المراكز الأمريكية لمكافحة الأمراض والوقاية منها الرحلات البحرية بالتوقف عن الإبحار لمدة 30 يومًا. في 6 أبريل، مددت Disney Cruise Line إغلاقها وأعلنت أنها لن تطلق السفن حتى 28 أبريل، ولن تسافر إلى كندا حتى 1 يوليو، تماشيًا مع قيود السفن السياحية الكندية. كتعويض للركاب، تقدم ديزني استرداد كامل أو إعادة حجز رحلة بحرية خلال 15 شهرًا من المغادرة المحجوزة.

## السينما والتلفزيون

### استديوهات وتلفزيون والت ديزني
في 19 مارس، أعلنت استوديوهات والت ديزني أنها لن تبلغ عن أرقام شباك التذاكر.[11]
عندما بدأت الأفلام بإلغاء الإصدارات الواسعة في بداية عام 2020، أُجلت مولان ديزني في الصين وإيطاليا. [12] [13] وقد كان لشركة ديزني مخاوف حول افتتاح الفيلم في الصين بسبب احتمالية قرصنة الأفلام وبالتالي امتناع الجمهور عن مشاهدته في مسارح عرض الأفلام، إذ يشغر  الفيلم عوائد مالية متوقعة كبيرة. [14] [15] استمر عرض مولان الأول في لندن في 12 مارس بدون سجادة حمراء،[16] ولكن في 13 مارس تم الإعلان عن تأجيل إصدار الفيلم على نطاق واسع. في هذا اليوم، أجلت ديزني أيضًا إصدارات Antlers و [The New Mutants [17
أيضًا في 13 مارس، أعلن Walt Disney Television أن الإنتاج عُلِق في العديد من مسلسلاته.[18] تم إنشاء Disney Family Singalong، وهي ABC خاصة في 16 أبريل، والتي تضمنت عروض الكاريوكي لأغاني من أعمال ديزني مع ضيوف المشاهير، خلال عمليات الإغلاق في الولايات المتحدة.[19]

### الإنتاج المتأخر
•ربة منزل أمريكية
•Big Shot (لـ Disney +؛ تم تعليق الإنتاج)
•The Big Sky (تم تأجيله بعد انتهاء الإرسال)
•إمبراطورية
•عبقرية
•تشريح غراي
•الصفحة الرئيسية وحدها
•حورية البحر الصغيرة
•بيتر بان وويندي
•تشكل
•ملكة الجنوب
•منكمش
الإفراج المتأخر:
• مولان (انتقل من 27 مارس 2020 إلى 24 يوليو 2020؛ استبدال Jungle Cruis)
[23]
•Bob's Burgers: The Movie (انتقل من 17 يوليو 2020 إلى 9 أبريل 2021)[23]
•Jungle Cruise (انتقلت من 24 يوليو 2020 إلى 30 يوليو 2021؛ تم أخذ تاريخ إصدارها الأصلي من قبل الفيلم السابق المؤجل مولان )[23]
•إنديانا جونز 5 (انتقلت من 9 يوليو 2021 إلى 29 يوليو 2022)[23]
•المسخ الجديد  (انتقل من 3 أبريل 2020)[24]
•انتلرز (انتقل من 17 أبريل 2020)[24]
•التاريخ الشخصي لديفيد كوبرفيلد (تم نقل الإصدار خارج المملكة المتحدة من 8 مايو 2020)[24]
•المرأة في النافذة [24]

### فيلم بيكسار
كان أكبر فيلم افتُتح في نهاية الأسبوع في مارس 2020 هو فيلم Pixar/Disney Onward، حيث حقق حوالي 39 مليون دولار أمريكي. كان هذا أقل بكثير من العام السابق، عندما كسب فيلم ديزني/مارفل (فيلم كابتن مارفل) Captain Marvel أكثر من 153 مليون دولار أمريكي. لعطلة نهاية الأسبوع الثانية، خلال أسوأ فترة شباك التذاكر شهدتها الولايات المتحدة منذ عقود، شهد فيلم أونوارد أكبر انخفاض في عطلة نهاية الأسبوع إلى نهاية الأسبوع من أي فيلم Pixar، حيث حقق 10.5 مليون دولار، على الرغم من أنه كان لا يزال أكبر فيلم في نهاية الأسبوع والوحيد الذي يصنعه أكثر من 10 ملايين دولار.[28] لم يفتح في المناطق الأكثر تضررا من تفشي الفيروس التاجي؛ أثناء إغلاق دور السينما في الصين، اختارت أيضًا عدم فتحها في كوريا الجنوبية أو إيطاليا أو اليابان،[29] وتم إتاحتها في نهاية المطاف للشراء رقميًا في 21 مارس. ثم تمت إضافته إلى Disney + في 3 أبريل.[30]

### ديزني +
تم تأجيل المؤتمر الصحفي لإطلاق [Disney + European [31 مع عمليات الإغلاق خلال الوباء، وقد لوحظ أن شعبية خدمات البث، بما في ذلك Disney +، ستزداد.[13][32] استفادت شركة ديزني من ذلك من خلال إطلاق الخدمة في الهند في 11 مارس، قبل ثمانية عشر يومًا من تعيينها.[33] كما أضافت الفيلم الشهير Frozen II إلى الخدمة في وقت أبكر مما كان مخططًا له، في 15 مارس بدلاً من 26 يونيو، وأرسلت فيلم التكيف Artemis Fowl مباشرة إلى ديزني+ في 12 يونيو،[34][35] بدلاً من إعطائها إصدارًا مسرحيًا.[36][37]
حققت Disney + أكثر من 50 مليون مشترك في الأشهر الخمسة الأولى عبر الإنترنت (حتى أبريل 2020).[1]

### مارفل أعجوبة الكون السينمائية
تم ضرب عالم Marvel Cinematic لأول مرة في 12 مارس. فيلم Marvel Studios Shang-Chi و The Legend of the Ten Rings، الذي تم تصويره في أستراليا، أوقف الإنتاج بسبب عزل المخرج ديستين دانيال كريتون بسبب الاشتباه بإصابته بالفيروسات تاجية، على الرغم من اختباره السلبي في وقت لاحق.[38][39] في اليوم التالي، على الرغم من تأجيل إصدار العديد من أفلام ديزني في إعلان الشركة، لم يكن فيلم الشباك الأسود الرائج الأول من مايو هو واحد من هذه الأفلام.[17] تم التكهن بأن هذا الإغفال يرجع إلى أن الأفلام الأخرى قائمة بذاتها، بينما تتحرك Black Widow - أول فيلم من Marvel Cinematic Universe: Phase Four - سيؤثر على تطوير وتوزيع Marvel Cinematic Universe وأعمال Marvel Disney المستقبلية، مع +Disney تأجيل إعلان تأجيل مبكر ؛ تم تأجيل Black Widow أخيرًا في 17 مارس، عندما أجلت ديزني أيضًا إصداراتها الأخرى في مايو.[25] [40]  كان قد تم التكهن في وقت سابق بأن Black Widow ستكون قادرة على أخذ تاريخ إصدار Marvel لشهر نوفمبر المخطط له لـ The Eternals، حيث "ادعت'' Marvel العديد من التواريخ المستقبلية للإصدارات الضخمة، والتي يمكن أن تنقذ احتمالات الفيلم حيث قد لا تصدر إصدارات أصغر من الشركة.[12] تم تأكيد الاستبدال لاحقًا، مع تأثير الدومينو الذي تسبب في استبدال كل فيلم Marvel مستقبلي بالتسلسل.[23]
وقد أدى ذلك أيضًا إلى إعاقة Shang-Chi، مع أول بطل آسيوي لـ Marvel، من تاريخ إصدارها للسنة الصينية الجديدة: كان من المقرر أن يتم إصداره في فبراير 2021 ولكن تم إزاحته من قبل الطبيب Strange. ومع ذلك، نظرًا لإيقاف الإنتاج المبكر للفيلم، فقد يكون قد فاته تاريخ الإصدار المخطط له، على أي حال. [41] [42] [43]

### الإنتاج المتأثر
•سلسلة Marvel Disney + The Falcon و Winter Soldier علقت الإنتاج في براغ (التشيك)، حيث تم تعيين المسلسل لتصوير لمدة أسبوع. استأنفت السلسلة الإنتاج في أتلانتا قبل توقف الإنتاج العالمي.[23]
•الشباك الأسود (انتقلت من 1 مايو 2020 إلى 6 نوفمبر 2020؛ استبدال الأبدية )[23]
•الأبدية (انتقلت إلى 12 فبراير 2021؛ لتحل محل Shang-Chi و The Legend of the Ten Rings)
[23]
•شانغ تشي وأسطورة الحلقات العشر (انتقل إلى 7 مايو 2021؛ ليحل محل الدكتور سترينج في الكون المتعدد للجنون)[23]
•دكتور غريب في الكون المتعدد للجنون (انتقل إلى 5 نوفمبر 2021؛ استبدال ثور: الحب والرعد)[23]
•ثور: الحب والرعد (انتقل إلى 18 فبراير 2022)[23]
•النمر الأسود 2 (انتقل إلى 6 مايو 2022)[45]
•الكابتن مارفل 2 (انتقل إلى 8 يوليو 2022)[45]
فيلم Spider-Man: Far From Home (انتقل إلى 16 يوليو 2021)[46][45]
•الصقر والجندي الشتوي (في ديزني +، تم تعليق التصوير)[44]
•Loki (في Disney + ؛ تم تعليق الإنتاج)[47]
•WandaVision (على Disney +؛ تم تعليق الإنتاج)[47]